# Calostoma cinnabarinum
Calostoma cinnabarinum är en svampart som beskrevs av Corda 1809. Calostoma cinnabarinum ingår i släktet Calostoma och familjen Calostomataceae.   Inga underarter finns listade i Catalogue of Life.

## Bildgalleri

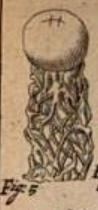
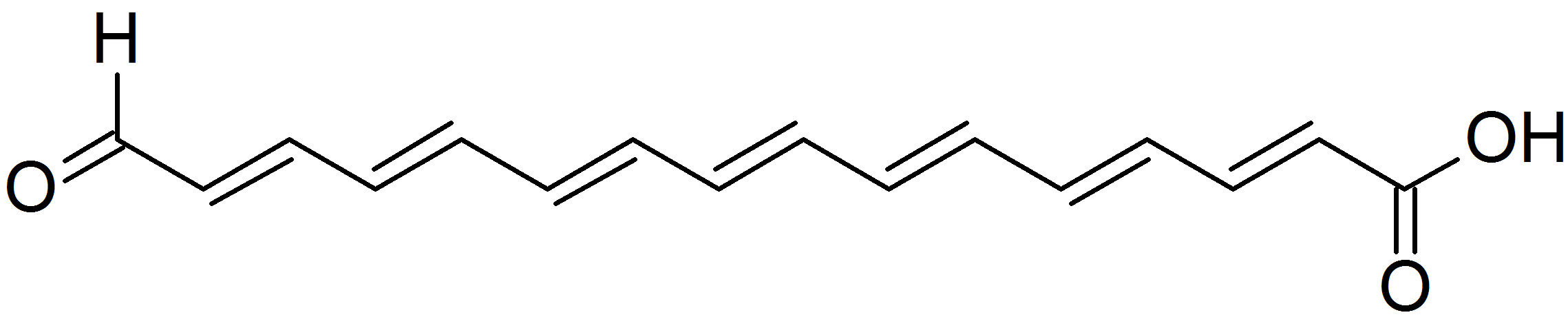
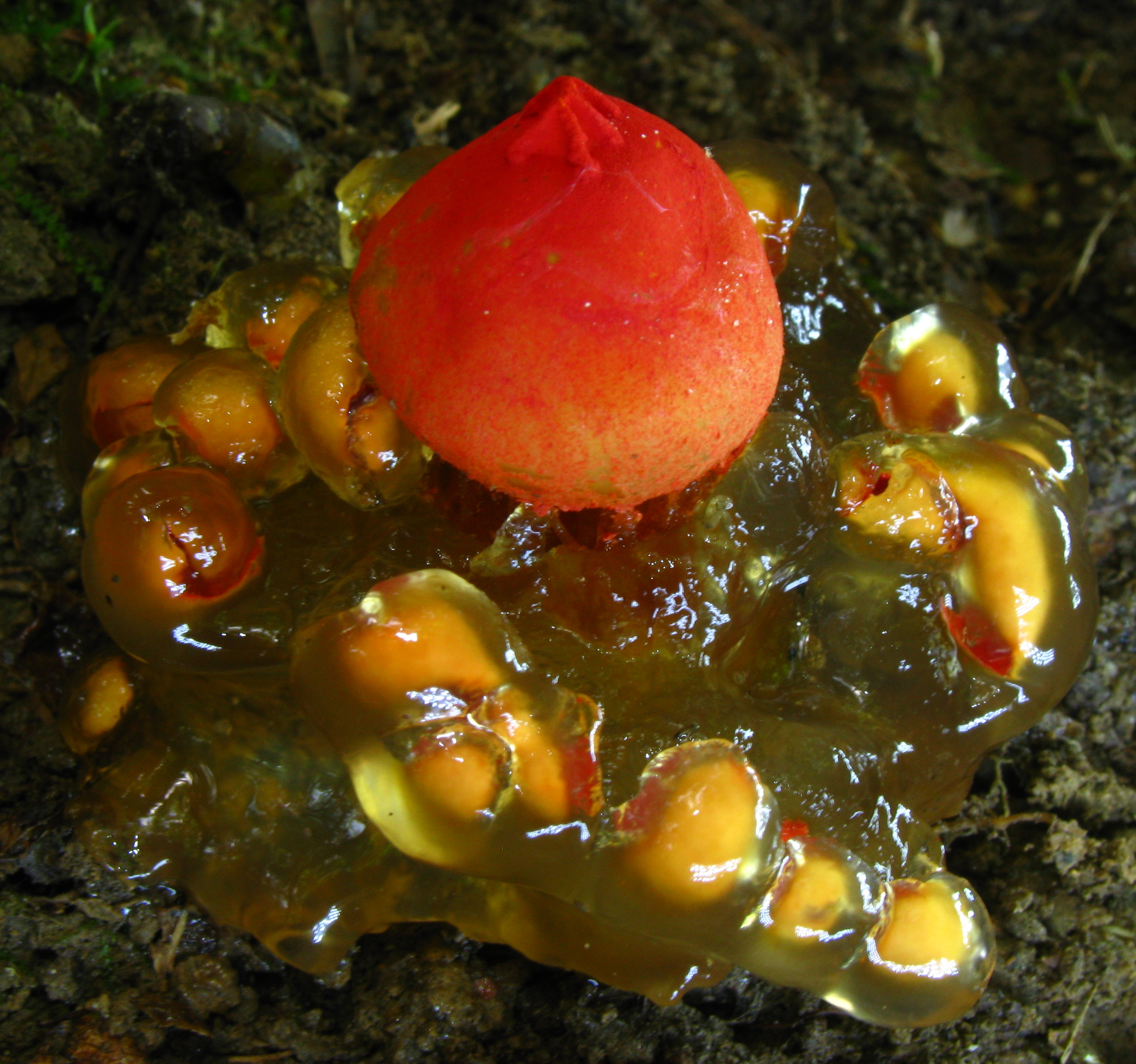
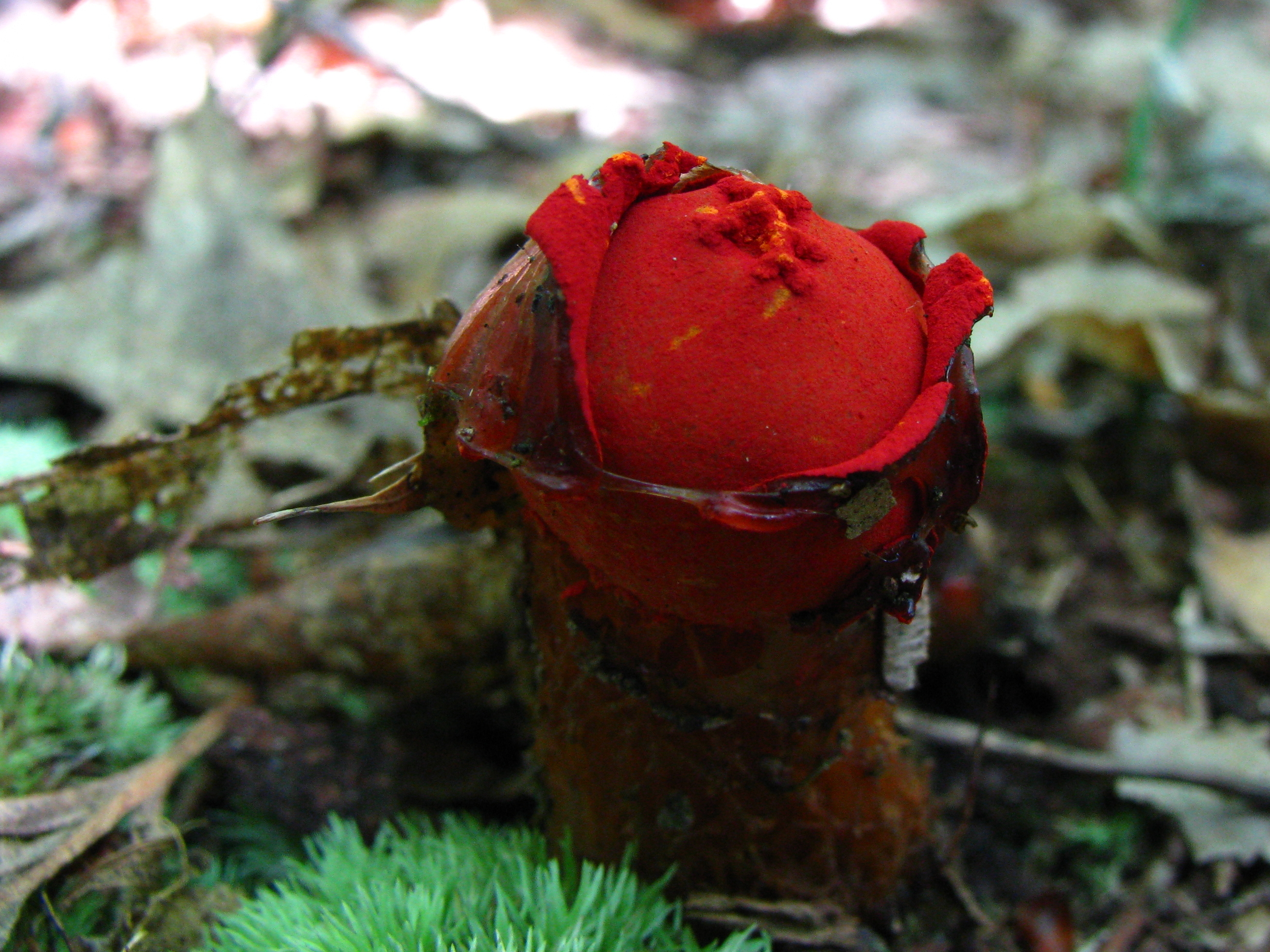